# Distintivi del Corpo militare volontario della Croce Rossa Italiana
Il distintivo militare è per il Corpo militare volontario della Croce Rossa Italiana, così per tutte le Forze armate, un accessorio facente parte dell'uniforme atto ad indicare uno stato, una posizione, un merito o una capacità particolare del militare che si fregia. Tale accessorio si differenzia sostanzialmente dal grado o dall'onorificenza in quanto non è abbinato ad una medaglia, bensì ad un attestato di riconoscimento. I vari distintivi possono essere corredati da placche e/o spille metalliche e da nastrini specifici da apporre sul personale medagliere.
I distintivi militari sono suddivisi in diverse categorie e, come per tutte le Forze armate, sono obbligatori da indossare come ogni altra decorazione o grado, in quanto vengono utilizzati per identificare al meglio il militare che si fregia di tali accessori.

## Onorificenze del Corpo Militare
Medaglia al merito della Croce Rossa Italiana (1913 - attuale)
Conferita "In tempo di pace per particolari meriti o azioni personali, per l'impegno sociale e capacità organizzativa. Nei servizi di guerra per chi si sia particolarmente distinto o adoperato in favore dell'Associazione nelle operazioni di supporto alla pace ed umanitarie a sostegno delle popolazioni interessate da conflitti armati".
 Gran croce al merito della Croce Rossa Italiana
 Medaglia d'oro al merito della Croce Rossa Italiana per servizio di guerra
 Medaglia d'oro al merito della Croce Rossa Italiana
 Medaglia d'argento al merito della Croce Rossa Italiana
 Medaglia di bronzo al merito della Croce Rossa Italiana
Medaglie per anzianità di servizio (1914 - attuale)
 Croce di anzianità di I classe della Croce Rossa Italiana (25 anni, Corpo militare)
 Croce di anzianità di II classe della Croce Rossa Italiana (15 anni, Corpo militare)

## Distintivi d'onore
I distintivi d'onore sono quei distintivi che segnalano una particolare condizione onorevole e sono utilizzati solitamente per quanti siano stati promossi o avanzati per merito di guerra oppure nel caso in cui, sempre a causa della guerra, essi abbiano contratto particolari condizioni fisiche o famigliari. Essi sono:
 Mutilato in guerra (dal 1953 ad oggi)
 Mutilato in servizio
 Ferito in guerra (1917-1934)
 Ferito in guerra (dal 1934 ad oggi)
 Ferito in operazioni (dal 2009 ad oggi)
 Ferito in servizio (dal 1934 ad oggi)
 Orfano di guerra (1936-?; dal 1952 ad oggi)
 Promozione per merito di guerra (per ufficiali generali ed ammiragli, dal 1947 ad oggi)
 Promozione per merito di guerra (per ufficiali superiori, dal 1947 ad oggi)
 Promozione per merito di guerra (per ufficiali inferiori, sottufficiali e truppa, dal 1947 ad oggi)
 Avanzamento per merito di guerra (per ufficiali generali ed ammiragli)
 Avanzamento per merito di guerra (per ufficiali superiori)
 Avanzamento per merito di guerra (per ufficiali inferiori, sottufficiali e truppa)

## Distintivi di merito
I distintivi di merito sono dei particolari titoli conseguiti in seguito alla frequentazione di determinati corsi o mediante la partecipazione ad alcune attività organizzate. Essi sono posti tutti sul taschino destro o, se a nastro, in fondo al medagliere. 
 Ufficiali che hanno frequentato il Nato Defense College
Ufficiali e funzionari che hanno frequentato o diretto i corsi del Centro Alti Studi Militari (CASM) ora IASD
 Ufficiali e funzionari che hanno frequentato o diretto i Corsi presso l'Istituto Alti Studi per la Difesa (IASD)
 Ufficiali e funzionari che hanno frequentato o diretto i corsi del Centro Alti Studi della Difesa (CASD)
 Ufficiali che hanno frequentato o diretto i corsi presso l'Istituto Stati Maggiori Interforze (ISMI)
  Ufficiali frequentatori del Corso Superiore di Stato Maggiore Interforze presso l'Istituto Superiore di Stato Maggiore Interforze (ISSMI)
 Distintivo dello sport con stella d'oro (dal 1999 ad oggi)
 Distintivo dello sport con stella d'argento (dal 1999 ad oggi)
 Distintivo dello sport con stella di bronzo (dal 1999 ad oggi)
 Distintivo dello sport con discobolo (dal 1999 ad oggi)

## Nastrini di merito interforze
Servizio presso lo Stato Maggiore della Difesa
 Corso di qualificazione/specializzazione NBC (Nucleare Biologico Chimico)
 Ispettore/Accompagnatore CFE/CSBM (Conventional Armed Forces in Europe, Confidence and Security Building Measures, sistema di misure di rafforzamento della fiducia e della sicurezza)

## Nastrini di merito
Ufficiali che hanno frequentato il Corso di Stato Maggiore e conseguito il "Master in scienze strategiche"
 Corso di Stato Maggiore
 Corso di Stato Maggiore - APULT (Aggiornamento professionale per Ufficiali dei Corpi logistici e del Corpo degli Ingegneri dell'Esercito)
 Ufficiali del Corpo di Amministrazione e Commissariato, periti in merceologia e chimica applicata
 Ufficiale medico
 Ufficiale farmacista
 Ufficiale odontoiatra
 Ufficiale psicologo
 Sottufficiali infermieri
  Sottufficiali tecnici di radiologia
  Sottufficiali odontotecnici
 Ufficiali delle Armi frequentatori del "Corso superiore di geografia militare"
 Ufficiali delle Armi frequentatore del "Corso di topografia militare"

## Nastrini di specializzazione
Operatore CIMIC (Civil-Military Cooperation, Cooperazione Civile-Militare COCIM) (specializzazione interforze)
 Insegnante militare
 Consulente legale
 Formatore di 1º livello (abilitato OSP, orientamento e sviluppo professionale)
 Formatore di 2º livello (abilitato OSP)
 Selettore Attitudinale (abilitato OSP)
 Interprete militare
 Operatore cinofilo
 Operatore specialista cinofilo
 Operatore plurispecialista cinofilo
 Formatore cinofilo
 Operatore Mine Risk Education
 Operatore specialista Mine Risk Education
 Operatore plurispecialista Mine Risk Education
 Formatore Mine Risk Education
 Operatore OPSA (operatore polivalente di salvataggio in acqua)
 Operatore specialista OPSA
 Operatore plurispecialista OPSA
 Formatore OPSA
 Operatore SMTS (soccorsi con mezzi e tecniche speciali)
 Operatore specialista SMTS
 Operatore plurispecialista SMTS
 Formatore SMTS
 Operatore di soccorso piste da sci
 Operatore specialista di soccorso piste da sci
 Operatore plurispecialista di soccorso piste da sci
 Formatore di soccorso piste da sci
 Bagnino di salvataggio

### Distintivi di merito per uniforme da combattimento
In base a quanto sancito dal Regolamento sull'uniforme per il personale militare della C.R.I. del 25/08/2018, NON è più previsto l'utilizzo dei simboli sulla mostreggiatura a differenza di quanto previsto per il Corpo sanitario dell'Esercito Italiano, pertanto vengono aboliti di conseguenza i Distintivi di merito sull'uniforme da combattimento di forma rettangolare, alti cm 4 e larghi cm 2, in velcro verde scuro. Al loro interno, centrato, era raffigurato:
- il bastone di esculapio, con serpente avvolto e testa rivolta verso l'esterno, per gli ufficiali medici
- il caduceo, per gli ufficiali farmacisti e chimico-farmacisti
- il bastone di esculapio sovrastante la lettera 'O', per gli ufficiali odontoiatri
- la lettera greca Psi, per gli ufficiali psicologi

Ufficiale Medico
Ufficiale Chimico-Farmacista
Ufficiale Odontoiatra
Ufficiale Psicologo

## Distintivi da istruttore
Istruttore militare di educazione fisica
 Istruttore militare di difesa personale e tecnica del disarmo
 Istruttore militare di tiro
 Istruttore di diritto delle operazioni militari (DOM)
Istruttore militare di pilotaggio per mezzi anfibi e natanti
 Istruttore militare di scuola guida
 Istruttore cinofilo
 Istruttore Mine Risk Education
 Istruttore OPSA
 Istruttore SMTS
 Istruttore di soccorso piste da sci
 Personale qualificato Istruttore nelle arti marinaresche per il salvataggio (IAMaS)

## Distintivi DIU (Diritto Internazionale Umanitario)
Distintivi e nastrini DIU della CRI che possono essere utilizzati sulle uniformi del Corpo in alternativa ai corrispondenti distintivi di specialità (come da O.P. n. 053/2015 del 17 giugno 2015, Determina comma n. 3):

### Distintivi metallici
Corso DIU per Operatore internazionale umanitario della Croce Rossa Italiana (O.C. n. 7434/1993 del 27 novembre 1993)
Corso DIU per Operatore internazionale umanitario della Croce Rossa Italiana (D.D. n. 0261/2005 dell'11 ottobre 2005)
Corso Istruttore in DIU della Croce Rossa Italiana (O.C. n. 0615/1988 del 24 febbraio 1988)
 Corso Consigliere qualificato in DIU della Croce Rossa Italiana (O.C. n. 4479 del 18 maggio 1992)
 Corso Consigliere qualificato istruttore in DIU della Croce Rossa Italiana (O.C. n. 7434/1993 del 27 novembre 1993)
 Corso Istruttore Consigliere qualificato DIU  della Croce Rossa Italiana (O.C. n. 7434/1993 del 27 novembre 1993)

### Nastrini
I nastrini di specializzazione DIU possono essere utilizzati sulle uniformi Corpi ausiliari della Croce Rossa Italiana in alternativa ai corrispondenti distintivi che rimangono in vigore.
Corso DIU per Operatore internazionale umanitario della Croce Rossa Italiana
Corso Istruttore DIU della Croce Rossa Italiana
Corso Consigliere qualificato in DIU della Croce Rossa Italiana
Consigliere Qualificato istruttore DIU della Croce Rossa Italiana
Istruttore DIU Livello superiore della Croce Rossa Italiana

## Distintivi di appartenenza di Enti ed Unità

### Distintivi in metallo, da taschino (non più in uso)
Comando Regione Militare Nord
 Comando Regione Militare Centro
 Comando Regione Militare Sud
 Comando militare autonomo "Sardegna"

## Distintivo di nazionalità

Distintivo di nazionalità

Il distintivo di nazionalità è in materiale plastico a forma di scudo con sottopanno kaki, con il campo suddiviso nei tre colori nazionali, con bordo superiore rettangolare in colore nero, leggermente arcuato, con sopra la scritta "ITALIA" in bianco alta mm 7 e contornato di un bordo kaki di mm 5. Le dimensioni, compreso il bordo sono: altezza mm 70, larghezza mm 60. Il distintivo deve essere applicato sulla manica sinistra della giubba dell'uniforme di servizio e combattimento. La punta inferiore dello scudetto deve essere a cm 12 dall'attaccatura della manica.

## Distintivo di corpo
Il distintivo di Corpo si presenta in tre forme:
- omerale
- da taschino
- orizzontale o pettorale

È stato determinato dal vertice dell'Associazione in applicazioni delle disposizioni di legge.

### Distintivo di corpo omerale
È a forma di scudo appuntato, in materia plastica semirigida, composto da uno sfondo bianco con bordo di colore argento, recante al centro un disco di diametro di 1,3 cm, di colore bianco, bordato di colore oro, recante la croce rossa, emblema sanitario internazionale, incastonato in una stella d'argento a cinque punte, sormontata da corona turrita a tre merli di color oro, sovrapposta a due bastoni di Esculapio incrociati, il tutto poggiato su due verdi fronde d'alloro. Tale emblema raffigura l'impegno del Corpo militare volontario della Croce Rossa Italiana, come corpo sanitario a coniugare la professionalità ed il codice morale Ippocratico con le virtù militari.

Lo scudo si presenta con un'altezza pari 57 mm ed una larghezza di 47 mm e può essere con sottopanno nero, da utilizzare sul giubbino di servizio di colore nero, oppure kaki da utilizzare sulle altre tipologie d'uniforme ad eccezione di quella da gala; viene applicato infatti sulla manica destra della giubba dell'Uniforme ordinaria invernale ed estiva e di servizio invernale (e derivate), del cappotto castorino, del pullover, del maglione a collo alto rovesciato, e del pile mod. 2000 per climi rigidi. La punta inferiore dello scudetto dista cm 12 dall'attaccatura della manica.

Per le Uniformi da cerimonia (e derivate) è previsto l'utilizzo di un distintivo differente, di carattere storico, realizzato in tessuto su panno nero:
- disco bianco con diametro di 2 cm recante al centro la croce rossa, previsto per il Personale di truppa e i graduati
- disco recante al centro la croce rossa in campo bianco con diametro di c cm ed una bordatura cordonata in argento e oro di 5 mm, previsto per Sergenti e Sergenti maggiori
- disco recante al centro la croce rossa in campo bianco con diametro di 2 cm ed una bordatura cordonata in oro di 5 mm, sormontato da una torretta dorata a tre merli di 2,5x1,5 cm, previsto per Marescialli e Ufficiali

L'estremità inferiore dista cm 15 dall'attaccatura della manica destra.

Con l'Uniforme unica della Croce Rossa Italiana, il personale del Corpo militare volontario, appartenente alla Fanfara Musicale , indossa un particolare distintivo ricamato di colore bianco, di forma circolare bordato di rosso; all'interno è raffigurata in color d'oro, una lira avvolta da due rami d'alloro. Tutt'intorno allo stemma, viene riportata la dicitura: "CROCE ROSSA ITALIANA FANFARA".

Distintivo di Corpo per uniforme ordinaria (sottopanno kaki)
Distintivo di Corpo a bassa visibilità (fuori ordinanza)
Distintivo di Reparto della Fanfara

### Distintivo da taschino
Conserva la foggia del Distintivo omerale, è realizzato in materiale metallico smaltato e ha dimensioni ridotte pari a 35x30 mm. Va collocato in posizione centrale del taschino destro della camicia a maniche corte.
 Distintivo di Corpo

### Distintivo orizzontale
Definito anche pettorale, viene denominato Distintivo in versione lineare orizzontale per uniforme cbt/s. È di forma rettangolare con dimensioni pari a 12,5x4 cm, costituito da materiale plastico semirigido o in tessuto ricamato su velcro. È di colore bianco, incorniciato da una fascia tricolore di 1 mm di spessore per striscia e 2 mm per la striscia esterna (bordatura) di colore rosso. All'interno del rettangolo è posto, sul lato sinistro, un disco bianco bordato di rosso recante la croce rossa, il tutto seguito sul lato destro, da una scritta riportante la dicitura CROCE ROSSA ITALIANA, sovrastante una seconda scritta recante la dicitura CORPO MILITARE, tutto su carattere maiuscolo di colore rosso. Tale distintivo viene posizionato sopra il taschino destro della giubba dell'Uniforme da combattimento e servizio (vegetata) e del combat jacket.
 Distintivo pettorale di Corpo
Dei distintivi di Corpo ne esistono versioni a bassa visibilità, vastamente utilizzate da tutto il personale sull'Uniforme di servizio e combattimento, ma non ancora istituito ufficialmente.
 Distintivo pettorale di Corpo a bassa visibilità (fuori ordinanza)
 Distintivo pettorale di Corpo a bassa visibilità (fuori ordinanza)
Tale distintivo, viene utilizzato in concomitanza con il nastro porta-nome, anch'esso di forma rettangolare, in velcro verde scuro con bordo nero ricamato, alto cm 3 e largo cm 11,5. La scritta, ricamata in lettere maiuscole di colore nero, alte mm 20 e larghe mm 6, deve essere simmetrica rispetto ai bordi laterali e si applica sul lato sinistro delle Uniformi di servizio e combattimento.
Su di esso deve essere riportato il solo cognome del militare, senza altri simboli.

## Brevetti
Pilota militare
 Osservatore d'aeroplano
 Pilota d'elicottero
 Osservatore d'aeroplano
 Specialista dell'Aviazione dell'Esercito
 Direttore di lancio operativo ad alta quota con l'impiego di apparecchiature ad ossigeno
 Incursore abilitato all'effettuazione di lanci operativi ad alta quota con l'impiego di apparecchiature ad ossigeno
 Direttore di lancio
 Paracadutista militare (dal 1963 ad oggi)
 Paracadutista abilitato al lancio (dal 1966 ad oggi)
 Operatore SAR (Search and Rescue)
 Distintivo dello sport con stella d'oro (dal 1999 ad oggi)
 Distintivo dello sport con stella d'argento (dal 1999 ad oggi)
 Distintivo dello sport con stella di bronzo (dal 1999 ad oggi)
 Distintivo dello sport con discobolo (dal 1999 ad oggi)

## Distintivi non più in uso

Distintivo di Corpo per uniforme ordinaria e operativa
Distintivo di Corpo a bassa visibilità per uniforme da combattimento (fuori ordinanza)

## Distintivi di specialità
Dal 2010 i distintivi pettorali di specialità, vengono sostituiti da distintivi omerali ritraenti uno scudetto bianco bordato di colore rosso, sovrastato da un tricolore ricamato a mezzaluna riportante la scritta in colore nero "ITALIA"; al centro, leggermente tendente verso il basso, una croce rossa ricamata in campo bianco, è posta subito sotto la dicitura della specialità, con ricamo di colore rosso.

Il personale sanitario non laureato del Corpo, rivestente l'incarico di Aiutante di Sanità (A.Sa) o di Soccorritore militare, si fregia di un analogo stemma sul quale non viene riportata alcuna specialità medica.

Tali distintivi vengono applicati esclusivamente sull'Uniforme da Combattimento e Servizio, sul braccio sinistro, in sostituzione del distintivo di nazionalità; non ne è previsto pertanto altro uso su altre tipologie di uniforme.

Distintivo da braccio per Ufficiale Medico
Distintivo da braccio per Ufficiale Odontoiatra
Distintivo da braccio per Ufficiale Farmacista
Distintivo da braccio per Ufficiale Psicologo
Distintivo da braccio per Infermiere
Distintivo da braccio per Soccorritore militare

### Distintivi pettorali di specialità non più in uso

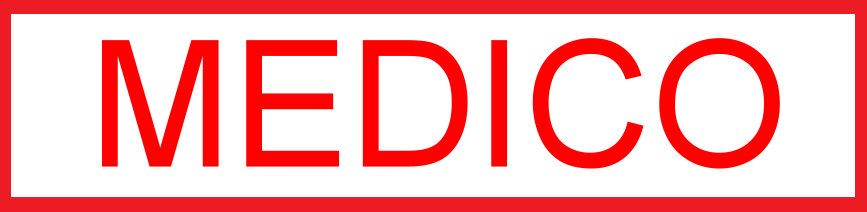
Distintivo pettorale di specialità per l'uniforme di servizio e combattimento
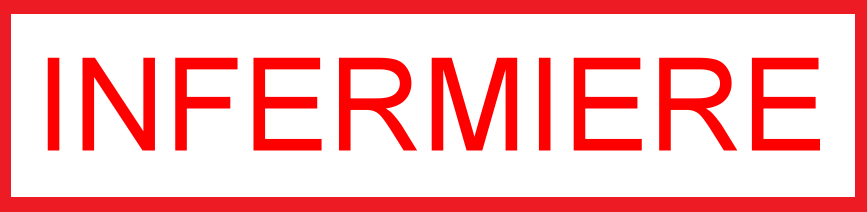
Distintivo pettorale di specialità per l'uniforme di servizio e combattimento

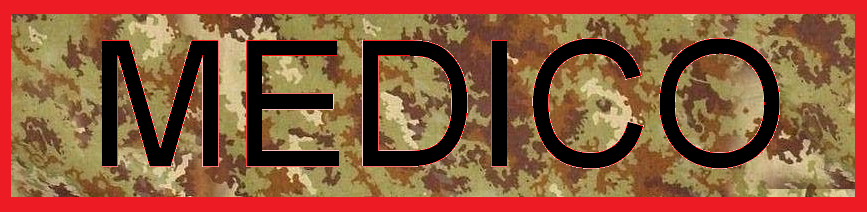
Distintivo pettorale di specialità a bassa visibilità
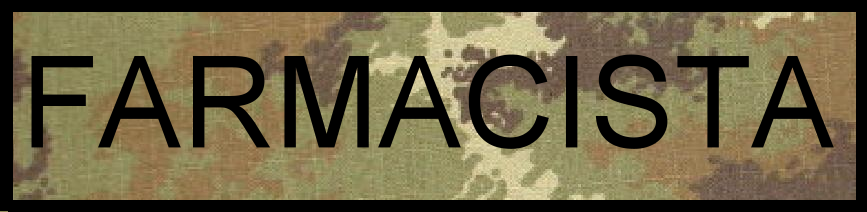
Distintivo pettorale di specialità a bassa visibilità
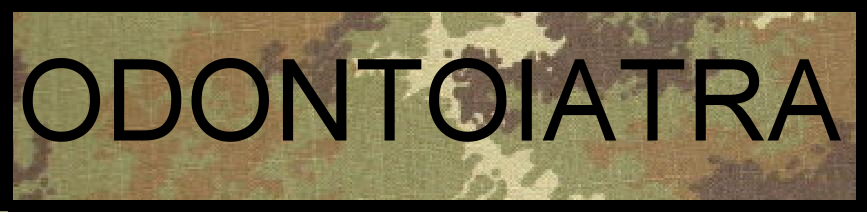
Distintivo pettorale di specialità a bassa visibilità
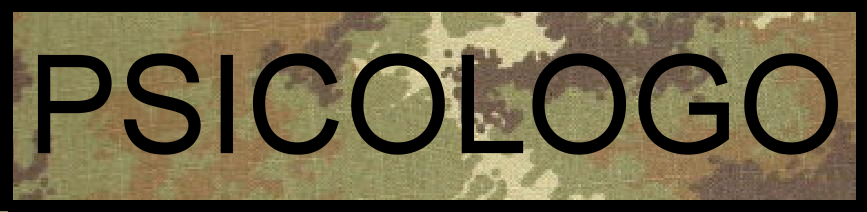
Distintivo pettorale di specialità a bassa visibilità
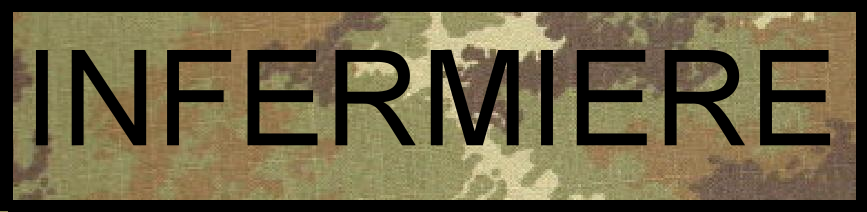
Distintivo pettorale di specialità a bassa visibilità